# Santa Lucia in Silice (diaconia)
La diaconia di Santa Lucia in Silice (o in Orpha) è una delle sette diaconie originali. Essa fu confermata da papa Silvestro I intorno al 314. La chiesa su cui insiste il titolo cardinalizio, Santa Lucia in Selci, fu costruita intorno al 630 per ordine di  papa Onorio I e, intorno al 678, fu assegnata da papa Agatone ad uno dei sette diaconi. Essa è situata nella III Regione di Roma. La diaconia fu soppressa nel 1587 da papa Sisto V.

## Titolari
- Stefano (1099 - circa 1123)
- Stefano Stornato (1125 - 1130, aderisce all'obbedienza dell'antipapa Anacleto II che lo promuove cardinale presbitero di San Lorenzo in Damaso)
  - Vacante (1130 - 1132)
- Stefano Stornato (1132 - 1137 rientra nell'obbedienza di papa Innocenzo II che annulla la promozione a cardinale presbitero, fatta dall'antipapa Anacleto II due anni prima, e lo "riporta" a questa diaconia)
- Ugo (17 dicembre 1143 - 19 maggio 1744 nominato cardinale presbitero di San Lorenzo in Lucina)
- Niccolò (1191 - 1200 deceduto)
- Cencio Savelli, C.R.L. (20 febbraio 1193 - 1200 nominato cardinale presbitero dei Santi Giovanni e Paolo)
- Leone Brancaleone, C.R.S.A. (dicembre 1200 - 1202 nominato cardinale presbitero di Santa Croce in Gerusalemme)
- Pelagio Galvani, O.S.B. (1205 - 1210 nominato cardinale presbitero di Santa Cecilia)
- Rainiero, C.R.S.A. (1213 – 18 giugno 1217 deceduto)
- Francesco Napoleone Orsini (17 dicembre 1295 - 1312 deceduto)
- Gaillard de la Mothe (o Lamotte) (17 dicembre 1316 - 20 dicembre 1356 deceduto)
- Philibert Hugonet, titolo pro hac vice (17 maggio 1473 - 17 agosto 1477 nominato cardinale presbitero dei Santi Giovanni e Paolo)
- Georg Hesler, titolo pro hac vice (12 dicembre 1477 - 21 settembre 1482 deceduto)
- Hélie de Bourdeilles, O.F.M.Conv. (15 novembre 1483 - 5 luglio 1484 deceduto)
- Ippolito I d'Este (23 settembre 1493 - 3 settembre 1520 deceduto)
  - Vacante (1520 - 1540)
- Giacomo Savelli (16 aprile 1540 - 8 gennaio 1543 nominato cardinale diacono dei Santi Cosma e Damiano)
- Ranuccio Farnese, O.B.E. (5 maggio 1546 - 8 ottobre 1546 nominato cardinale diacono di Sant'Angelo in Pescheria)
  - Vacante (1546 - 1551)
- Alessandro Campeggi, titolo pro hac vice (4 dicembre 1551 - 21 settembre 1554 deceduto)
- Johann Gropper (13 gennaio 1556 - 13 marzo 1559 deceduto)
- Innico d'Avalos d'Aragona, O.S.Iacobi (3 giugno 1561 - 30 luglio 1563 nominato cardinale diacono di Sant'Adriano al Foro)
- Luigi d'Este (22 ottobre 1563 - 31 luglio 1577 nominato cardinale diacono di Sant'Angelo in Pescheria)
  - Vacante (1577 - 1587)
- Diaconia soppressa nel 1587